# Daniel O’Donnell

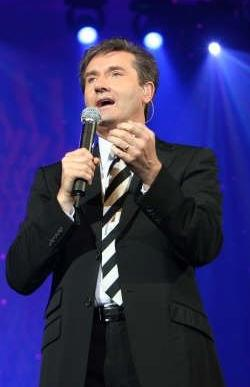
Daniel O’Donnell (2009)

Daniel Francis Noel O’Donnell (* 12. Dezember 1961 in Kincasslagh im County Donegal) ist ein irischer Sänger und Fernsehmoderator. 

## Leben
O’Donnell wurde im Jahr 1983 in der Öffentlichkeit bekannt und hat sich seitdem einen Namen in Irland und Großbritannien gemacht. Er ist für seine enge Beziehung zu seiner Fangemeinde sowie für seine charismatische Bühnenpräsenz bekannt. Seine Musik wird als Mix aus Country-Musik und irischem Folk beschrieben. Er hat bis heute über zehn Millionen Tonträger verkauft.

## Diskografie

### Alben
| Jahr | Titel                                                       | Höchstplatzierung, Gesamtwochen, AuszeichnungChartplatzierungen (Jahr, Titel, Platzierungen, Wochen, Auszeichnungen, Anmerkungen) | Höchstplatzierung, Gesamtwochen, AuszeichnungChartplatzierungen (Jahr, Titel, Platzierungen, Wochen, Auszeichnungen, Anmerkungen) | Anmerkungen                             |
| Jahr | Titel                                                       | UK | IE | Anmerkungen                             |
| ---- | ----------------------------------------------------------- | --- | --- | --------------------------------------- |
| 1984 | The Boy from Donegal                                        | — | — |                                         |
| 1985 | Two Sides Of                                                | — | — |                                         |
| 1986 | I Need You                                                  | — | — |                                         |
| 1987 | Don’t Forget to Remember                                    | — | — |                                         |
| 1988 | From the Heart                                              | UK56 Gold · (12 Wo.)UK | — |                                         |
| 1989 | Thoughts of Home                                            | UK43 (10 Wo.)UK | — |                                         |
| 1990 | Favourites                                                  | UK61 Silber · (4 Wo.)UK | — |                                         |
| 1990 | The Last Waltz                                              | UK46 (10 Wo.)UK | — |                                         |
| 1991 | The Very Best of Daniel O’Donnell                           | UK34 (14 Wo.)UK | — |                                         |
| 1992 | Follow Your Dream                                           | UK17 Silber · (9 Wo.)UK | — |                                         |
| 1993 | A Date with Daniel – Live                                   | UK21 Gold · (9 Wo.)UK | — |                                         |
| 1994 | Especially for You                                          | UK14 Gold · (11 Wo.)UK | — |                                         |
| 1994 | Christmas with Daniel                                       | UK34 Gold · (16 Wo.)UK | — |                                         |
| 1995 | A Date with … Live                                          | UK75 (3 Wo.)UK | — | Livealbum                               |
| 1995 | The Classic Collection                                      | UK34 (9 Wo.)UK | — |                                         |
| 1996 | Timeless                                                    | UK13 Silber · (7 Wo.)UK | — | mit Mary Duff                           |
| 1996 | Irish Collection                                            | UK35 Silber · (4 Wo.)UK | — |                                         |
| 1996 | Songs of Inspiration                                        | UK11 (19 Wo.)UK | — |                                         |
| 1997 | I Believe                                                   | UK11 Gold · (12 Wo.)UK | — |                                         |
| 1998 | Love Songs                                                  | UK9 Gold · (10 Wo.)UK | — |                                         |
| 1999 | Greatest Hits                                               | UK10 Gold · (14 Wo.)UK | — |                                         |
| 2000 | Faith and Inspiration                                       | UK4 Gold · (10 Wo.)UK | IE2 (15 Wo.)IE |                                         |
| 2000 | Heartbreakers                                               | UK— GoldUK | — |                                         |
| 2001 | Live Laugh Love                                             | UK27 Gold · (6 Wo.)UK | IE29 (8 Wo.)IE |                                         |
| 2002 | Yesterdays Memories                                         | UK19 (9 Wo.)UK | IE34 (10 Wo.)IE |                                         |
| 2002 | The Irish Album                                             | — | — |                                         |
| 2002 | The Daniel O’Donnell Show                                   | — | — |                                         |
| 2002 | Dreaming                                                    | UK— SilberUK | — |                                         |
| 2003 | Memories                                                    | — | — |                                         |
| 2003 | Songs of Faith                                              | — | — |                                         |
| 2003 | Daniel in Blue Jeans                                        | UK3 Gold · (11 Wo.)UK | IE4 (9 Wo.)IE |                                         |
| 2003 | At the End of the Day                                       | UK11 Gold · (10 Wo.)UK | IE7 (12 Wo.)IE |                                         |
| 2004 | The Jukebox Years – 20 More Blue Jeans Classics             | UK3 (10 Wo.)UK | IE4 (7 Wo.)IE |                                         |
| 2004 | Memories                                                    | UK94 (1 Wo.)UK | — |                                         |
| 2004 | Welcome to My World                                         | UK6 (11 Wo.)UK | IE15 (11 Wo.)IE |                                         |
| 2004 | The Christmas Album                                         | — | — |                                         |
| 2005 | The Rock ’n’ Roll Collection                                | UK86 (1 Wo.)UK | — |                                         |
| 2005 | Teenage Dreams                                              | UK10 (11 Wo.)UK | IE21 Gold · (6 Wo.)IE |                                         |
| 2006 | From Daniel with Love – A Collection of 20 Great Love Songs | UK5 Gold · (11 Wo.)UK | IE14 (6 Wo.)IE |                                         |
| 2006 | Until the Next Time                                         | UK10 (9 Wo.)UK | IE22 (8 Wo.)IE |                                         |
| 2007 | Together Again                                              | UK6 Gold · (8 Wo.)UK | IE9 Gold · (10 Wo.)IE | mit Mary Duff                           |
| 2007 | Can You Feel the Love                                       | — | IE— PlatinIE |                                         |
| 2007 | Early Memories                                              | UK94 Silber · (1 Wo.)UK | IE85 (1 Wo.)IE |                                         |
| 2008 | Country Boy                                                 | UK6 Gold · (9 Wo.)UK | IE23 (6 Wo.)IE |                                         |
| 2008 | Through the Years – A Collection of Treasured Classics      | — | IE39 (4 Wo.)IE |                                         |
| 2009 | Peace in the Valley                                         | UK8 Gold · (8 Wo.)UK | IE14 Gold · (10 Wo.)IE |                                         |
| 2010 | The Complete Rock ’n’ Roll Collection                       | — | IE44 (2 Wo.)IE |                                         |
| 2010 | O Holy Night – The Christmas Album                          | UK21 (5 Wo.)UK | IE29 (6 Wo.)IE |                                         |
| 2011 | Moon over Ireland                                           | UK9 (7 Wo.)UK | IE11 (8 Wo.)IE |                                         |
| 2011 | The Ultimate Collection                                     | UK7 Gold · (14 Wo.)UK | IE19 Gold · (12 Wo.)IE |                                         |
| 2012 | Songs from the Movies & More                                | UK7 Silber · (8 Wo.)UK | IE20 (10 Wo.)IE |                                         |
| 2013 | A Picture of You                                            | UK16 Silber · (7 Wo.)UK | IE21 (7 Wo.)IE |                                         |
| 2014 | Stand Beside Me – Live in Concert                           | UK20 Silber · (6 Wo.)UK | IE41 (6 Wo.)IE | Livealbum                               |
| 2015 | Hope and Praise                                             | — | IE93 (1 Wo.)IE |                                         |
| 2015 | The Hank Williams Songbook                                  | UK5 Silber · (9 Wo.)UK | IE8 (10 Wo.)IE |                                         |
| 2016 | The Best Of – Music and Memories                            | UK15 (7 Wo.)UK | IE44 (6 Wo.)IE |                                         |
| 2016 | The Ultimate Irish Album                                    | — | IE33 (4 Wo.)IE |                                         |
| 2016 | I Have a Dream                                              | UK12 Silber · (9 Wo.)UK | IE75 (3 Wo.)IE | Erstveröffentlichung: 10. Oktober 2016  |
| 2017 | Back Home Again                                             | UK14 (8 Wo.)UK | — |                                         |
| 2017 | Christmas with                                              | UK19 (5 Wo.)UK | IE17 (5 Wo.)IE | Erstveröffentlichung: 24. November 2017 |
| 2018 | Walkin’ in the Moonlight                                    | UK23 (4 Wo.)UK | IE55 (4 Wo.)IE | Erstveröffentlichung: 18. Januar 2018   |
| 2019 | The Gold Collection                                         | UK23 (5 Wo.)UK | IE91 (1 Wo.)IE | Erstveröffentlichung: 1. März 2019      |
| 2019 | Halfway to Paradise                                         | UK8 (10 Wo.)UK | IE75 (2 Wo.)IE | Erstveröffentlichung: 18. Oktober 2019  |
| 2020 | Daniel                                                      | UK3 (10 Wo.)UK | IE36 (5 Wo.)IE | Erstveröffentlichung: 16. Oktober 2020  |
| 2021 | 60                                                          | UK4 (10 Wo.)UK | IE31 (7 Wo.)IE | Erstveröffentlichung: 15. Oktober 2021  |
| 2022 | I Wish You Well                                             | UK16 (7 Wo.)UK | — | Erstveröffentlichung: 4. November 2022  |
| 2023 | How Lucky I Must Be                                         | UK39 (2 Wo.)UK | — | Erstveröffentlichung: 27. Oktober 2023  |

grau schraffiert: keine Chartdaten aus diesem Jahr verfügbar

### Singles
| Jahr | Titel Album                                | Höchstplatzierung, Gesamtwochen, AuszeichnungChartplatzierungen (Jahr, Titel, Album, Platzierungen, Wochen, Auszeichnungen, Anmerkungen) | Höchstplatzierung, Gesamtwochen, AuszeichnungChartplatzierungen (Jahr, Titel, Album, Platzierungen, Wochen, Auszeichnungen, Anmerkungen) | Anmerkungen   |
| Jahr | Titel Album                                | UK | IE | Anmerkungen   |
| ---- | ------------------------------------------ | --- | --- | ------------- |
| 1992 | I Just Want To Dance With You –            | UK20 (7 Wo.)UK | — |               |
| 1993 | The Three Bells –                          | UK71 (1 Wo.)UK | — |               |
| 1993 | The Love In Your Eyes –                    | UK47 (3 Wo.)UK | — |               |
| 1993 | What Ever Happened To Old Fashioned Love – | UK21 (5 Wo.)UK | — |               |
| 1994 | Singing The Blues –                        | UK23 (3 Wo.)UK | — |               |
| 1994 | The Gift –                                 | UK46 (3 Wo.)UK | — |               |
| 1995 | Secret Love –                              | UK28 (3 Wo.)UK | — | mit Mary Duff |
| 1996 | Timeless –                                 | UK32 (3 Wo.)UK | — | mit Mary Duff |
| 1996 | Footsteps –                                | UK25 (5 Wo.)UK | — |               |
| 1997 | The Love Songs –                           | UK27 (4 Wo.)UK | — | EP            |
| 1998 | Give A Little Love –                       | UK7 (7 Wo.)UK | — |               |
| 1998 | The Magic Is There –                       | UK16 (4 Wo.)UK | — |               |
| 1999 | The Way Dreams Are –                       | UK18 (4 Wo.)UK | — |               |
| 1999 | Uno Mas –                                  | UK25 (6 Wo.)UK | — |               |
| 1999 | A Christmas Kiss –                         | UK20 (7 Wo.)UK | — |               |
| 2000 | Light A Candle –                           | UK23 (8 Wo.)UK | IE48 (1 Wo.)IE |               |
| 2000 | Exile’s Dream –                            | — | IE42 (3 Wo.)IE |               |
| 2000 | Morning Has Broken Faith and Inspiration   | UK32 (5 Wo.)UK | — |               |
| 2003 | You Raise Me Up At the End of the Day      | UK22 (4 Wo.)UK | — |               |
| 2006 | Crush On You Until the Next Time           | UK21 (4 Wo.)UK | IE50 (1 Wo.)IE |               |
| 2010 | Tipperary Girl Moon over Ireland           | — | IE50 (1 Wo.)IE |               |

### Videoalben
- 1991: The Very Best Of
- 1992: Follow Your Dream Live
- 1993: Thoughts of Home
- 1994: Just For You
- 1997: Classic Concert
- 1998: Give A Little Love (UK: Platin)
- 2003: Follow Your Dream (UK: Gold)
- 2003: The Daniel O'donnell Show (UK: Platin)
- 2007: Can You Feel The Love (UK: Platin)
- 2008: At Home In Ireland (UK: Platin; IE: Gold)
- 2009: Hope And Praise (IE: Gold)
- 2010: Live From Nashville Part 1 (IE: Gold)
- 2010: Live From Nashville Part 2

## Auszeichnungen für Musikverkäufe
| Goldene Schallplatte - Australien - 1997: für das Videoalbum Classic Concert - 1997: für das Videoalbum Follow Your Dream Live - 1997: für das Videoalbum Just For You - 1997: für das Videoalbum The Very Best Of - 1997: für das Videoalbum Thoughts of Home - 2009: für das Videoalbum At Home In Ireland - 2012: für das Videoalbum Live From Nashville Part 1 - 2012: für das Videoalbum Live From Nashville Part 2 |

Anmerkung: Auszeichnungen in Ländern aus den Charttabellen bzw. Chartboxen sind in ebendiesen zu finden.
| Land/RegionAuszeichnungen für Musikverkäufe (Land/Region, Auszeichnungen, Verkäufe, Quellen) | Silber       | Gold       | Platin     | Verkäufe  | Quellen        |
| -------------------------------------------------------------------------------------------- | ------------ | ---------- | ---------- | --------- | -------------- |
| Australien (ARIA)                                                                            | —            | 8× Gold8   | —          | 60.000    | aria.com.au    |
| Irland (IRMA)                                                                                | —            | 7× Gold7   | Platin1    | 67.500    | irishcharts.ie |
| Vereinigtes Königreich (BPI)                                                                 | 11× Silber11 | 18× Gold18 | 4× Platin4 | 2.585.000 | bpi.co.uk      |
| Insgesamt                                                                                    | 11× Silber11 | 33× Gold33 | 5× Platin5 |           |                |